# Mai 2006

## Événements

### Mardi2 mai
- France, Paris : Les dirigeants des cinq membres permanents du Conseil de sécurité de l'ONU et l'Allemagne se réunissent pour adopter une stratégie commune concernant le programme nucléaire iranien.
- Suisse, Genève : Publication de l'édition 2006 de la liste rouge de l'UICN. Sur les 40 169 espèces suivies, 16 119 sont menacées d'extinction, dont un tiers des amphibiens qui sont considérés comme les meilleurs indicateurs de la dégradation de l'environnement, car les plus sensibles. 784 sont officiellement éteintes et 65 n'existent qu'en captivité ou en culture. Le directeur de l'IUCN, Achim Steiner a été particulièrement clair : « la perte de biodiversité s'accélère au lieu de ralentir ».

### Jeudi4 mai
- Belgique : Dépôt de la proposition de décret spécial instituant une Constitution wallonne au Parlement de Wallonie.

### Vendredi5 mai
- France : Metz devient championne de France de handball pour la 13e fois de son histoire et la 3e année consécutive. Elle effectue ce résultat à domicile une journée de championnat avant la fin contre Mérignac avant d'aller rencontrer son principal adversaire, Le Havre à l'extérieur.

### Samedi6 mai
- États-Unis : La dernière survivante américaine Lillian Gertrud Asplund du Titanic décède. Elle avait 6 ans lors des faits.

### Lundi8 mai
- Brésil : Lancement du premier centre brésilien d'enrichissement d'uranium à 150 km à l'ouest de Rio de Janeiro.

### Mardi9 mai
- Estonie : Ratification par le Riigikogu de la Constitution européenne.
- Jeu vidéo : Conférence pré-E3 de Nintendo, de Microsoft et de Sony.

### Mercredi10 mai
- Jeu vidéo : Ouverture du salon de l'E3, jusqu'au 12 mai.
- France : Première commémoration nationale de reconnaissance de l'esclavage comme crime contre l'humanité d'après la Loi no  2001-434 du 21 mai 2001[1], de la députée de Guyane Christiane Taubira.
- Espagne : Le Sénat adopte le troisième statut d'autonomie de la Catalogne en session plénière. Lors du vote final, le texte reçoit le soutien de l'ensemble des groupes politiques à l'exception du Parti populaire qui vote contre et de la Gauche républicaine de Catalogne qui s'abstient.
- Italie : Le sénateur à vie Giorgio Napolitano est élu président de la République italienne par le Parlement réuni en session commune.

### Vendredi12 mai
- France : Laure Manaudou bat le record du monde du 400 m nage libre (50 m) en 4 min 03 s 03.
- Doha (Qatar) : Justin Gatlin améliore le record du monde du 100 mètres d'un centième : 9 s 76.
- Corse : « Nuit bleue » sur l'ensemble du territoire où une vingtaine d'attentats terroristes à l'explosif ont eu lieu durant la nuit.
- Sri Lanka : Risque de reprise de la guerre civile après une attaque des rebelles, les tigres tamouls, connus précédemment sous le nom de Tigres de libération de l'Îlam tamoul. L'attaque ferait 17 morts chez l'armée et 50 chez les rebelles.

### Samedi13 mai
- France : Des manifestations contre le projet de loi sur la réforme du CESEDA ont réuni entre 11 000 et 35 000 personnes à Paris.
- 12 mai - 13 mai, Brésil : Une série d'attaques a fait 52 morts dans la nuit du 12 au 13 mai à São Paulo et dans sa région (Le Monde web, 14 mai 2005). Ces attaques visaient la police de l'État de São Paulo ainsi que des casernes de pompiers. Elles ont été attribuées au crime organisé, en particulier au Premier commando de la capitale (PCC).

### Lundi15 mai
- Washington : Condoleezza Rice a annoncé le rétablissement de relations diplomatiques normalisées avec la Libye et l'intention des États-Unis de retirer ce pays de la liste des états soutenant le terrorisme (Le Monde web, 15/05/2006).
- Londres : Hugo Chávez décrit George W. Bush comme « le plus grand génocidaire vivant », et demande son incarcération par une cour internationale de justice.
- Indonésie : Le Merapi, un volcan du Java central, est entré en éruption.

### Mardi16 mai
- États-Unis : À la suite de la demande formulée par l'organisation Judicial Watch via le Freedom of Information Act (FOIA), le département de la défense a rendu publiques 2 vidéos montrant l'attaque contre le Pentagone lors des attentats du 11 septembre 2001.
- Washington : George W. Bush annoncé son intention de déployer 6000 gardes nationaux sur la frontière américano-mexicaine afin de lutter contre l'immigration clandestine. Il a également déclaré son intention de régulariser une partie des clandestins, sous certaines conditions (Le Monde web, 16/05/2006).

### Mercredi17 mai
- France, Stade de France : Le FC Barcelone remporte la Ligue des Champions européenne de football contre le club londonien d'Arsenal FC deux buts à un.
- Italie : Le nouveau gouvernement de Romano Prodi a été présenté et a prêté serment au Quirinal ce jour.
- Europe : À la suite de la visite de la délégation de la "Commission temporaire sur l'utilisation alléguée de pays européens par la CIA pour le transport et la détention illégale de prisonniers", Carlos Coelho, président de celle-ci a déclaré que « toutes les personnes que nous avons rencontrées (aux États-Unis) ont suggéré ou confirmé que le programme de "restitutions extrajudiciaires" en Europe n'avait pu être mené qu'au su et avec le soutien des gouvernements ».
- Monde, société de l'information : Première journée mondiale de la société de l'information.

### Jeudi18 mai
- France : Ouverture pour trois jours du deuxième Salon national de l'humanitaire à Cergy Pontoise, inauguré par Mme Brigitte Girardin, ministre déléguée à la Coopération, au Développement et à la Francophonie, et par Mme Louise Avon, déléguée à l'action humanitaire.

### Samedi20 mai
- France : Inauguration par le président Jacques Chirac du tramway de Mulhouse.

### Dimanche21 mai
- États-Unis : Fin de la série Charmed.
- Monténégro: Un référendum sur l'indépendance avec le résultat  55,4% ont voté en faveur de la sécession de la Serbie-et-Monténégro.

### Lundi22 mai
- Mexique : Début d'un piquet de grève d'enseignants, la section 22 de la SNTE, à Oaxaca de Juárez.

### Mardi23 mai
- Grèce et Turquie : Deux avions de chasse F-16 (un grec et un turc) sont entrés en collision dans le sud de la mer Égée. Le pilote grec est décédé dans l'accident alors que le pilote turc a pu s'éjecter à temps. Cet incident relance les tensions diplomatiques entre les deux pays.

### Mercredi24 mai
- France : Le président français Jacques Chirac est arrivé à Brasilia pour une visite d'État de deux jours.
- Espionnage : Un rapport controversé sur le service d'espionnage allemand BND, accusé notamment d'avoir espionné des journalistes, va finalement être rendu public vendredi, ont annoncé deux députés à l'issue d'une réunion de la commission de contrôle parlementaire.
- Claude Piéplu est décédé à l'âge de 83 ans. Il était la voix officielle des Shadoks depuis 1968, et avait joué près de 175 rôles au théâtre et dans près de 40 films.
- Ouverture de la 13e Coupe de France de robotique à La Ferté-Bernard.

### Jeudi25 mai
- France : Selon Le Parisien, Alain Juillet a reconnu devant les juges chargés de l'affaire Clearstream 2 avoir détruit un dossier concernant celle-ci.
- Aérospatiale : La fusée Ariane 5 ECA, la version la plus puissante du lanceur lourd européen, doit effectuer samedi soir sa deuxième mission de l'année en plaçant sur orbite deux nouveaux satellites de télécommunications, l'un mexicain, l'autre thaïlandais.
- Fête chrétienne du jeudi de l'Ascension : jour férié en Europe.
- Décès de Desmond Dekker, à Thorton Heath, en banlieue de Londres.

### Vendredi26 mai
- Allemagne : Inauguration à Berlin par Angela Merkel de la plus grande gare d'Europe
- Le sidérurgiste Arcelor annonce sa fusion avec le russe Severstal pour contrer l'OPA du numéro 1 mondial Mittal Steel.

### Samedi27 mai
- Indonésie : Un séisme sur l'île indonésienne de Java a fait au moins 4 600 morts d'après les premiers bilans.
- France : Zinédine Zidane joue son dernier match international au stade de France.

### Dimanche28 mai
- Colombie : Le président Álvaro Uribe a été réélu au premier tour de l’élection présidentielle avec 62,15 % des voix et 56,79 % d'abstention.
- France, Cannes : Ken Loach obtient la Palme d'or du 59e Festival de Cannes pour Le vent se lève.
- France, Élections présidentielle et législatives de 2007 : Le militant altermondialiste José Bové se dit « disponible pour conduire, collectivement, une campagne capable de créer une dynamique analogue à celle du "non" au référendum sur la Constitution européenne ». LCI - Bové « prêt » à incarner une alternative en 2007.

### Décès
- 26 mai : Anita Roberts, biologiste américaine  (° 3 avril 1942)